# Santa Cruz (Rio de Janeiro)
Pour les articles homonymes, voir Santa Cruz.
Santa Cruz est un quartier de la zone Ouest de la ville de Rio de Janeiro, au Brésil. C'est un quartier populaire, situé à environ 50 kilomètres du centre de la ville. Cette distance est considérable et la route qui mène à ce quartier est la Avenida Brasil. L'école de samba Acadêmicos de Santa Cruz, l'ancien palais impérial de Santa Cruz et une base aérienne y sont situés.

## Étymologie
Comme l'indique le rare ouvrage intitulé Histoire de la Fazenda Impériale de Santa Cruz, publié par l'Institut Historique et Géographique du Brésil et rédigé par José de Saldanha da Gama, qui était l'un des surintendants de la ferme, en 1860, les Jésuites placèrent une grande croix, peinte en noir, encastrée dans un socle en pierre soutenu par un pilier en granit. Cette croisière donna son nom à Santa Cruz le 30 décembre 1567.

## Galerie

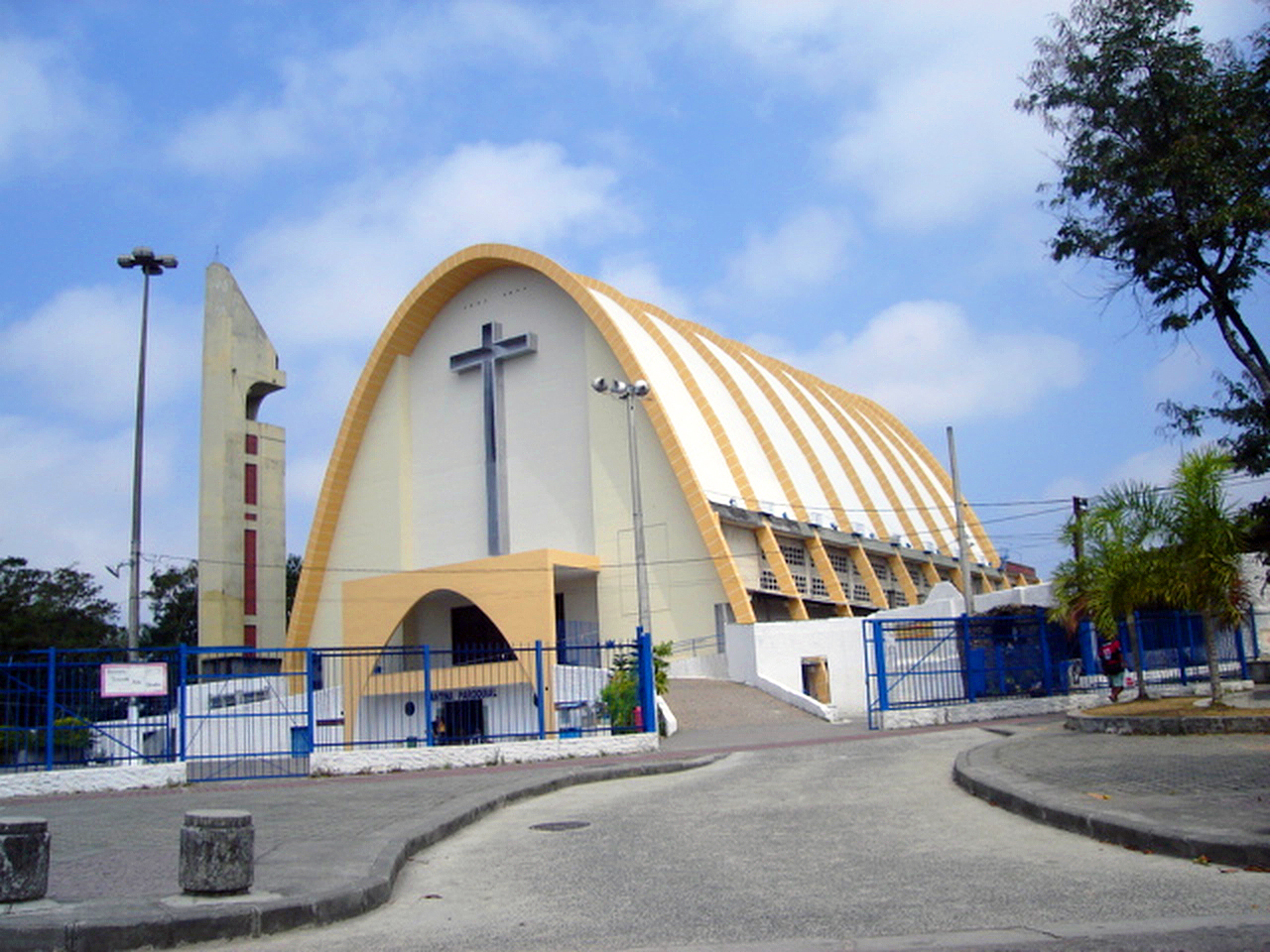
Église Nossa Senhora da Conceição
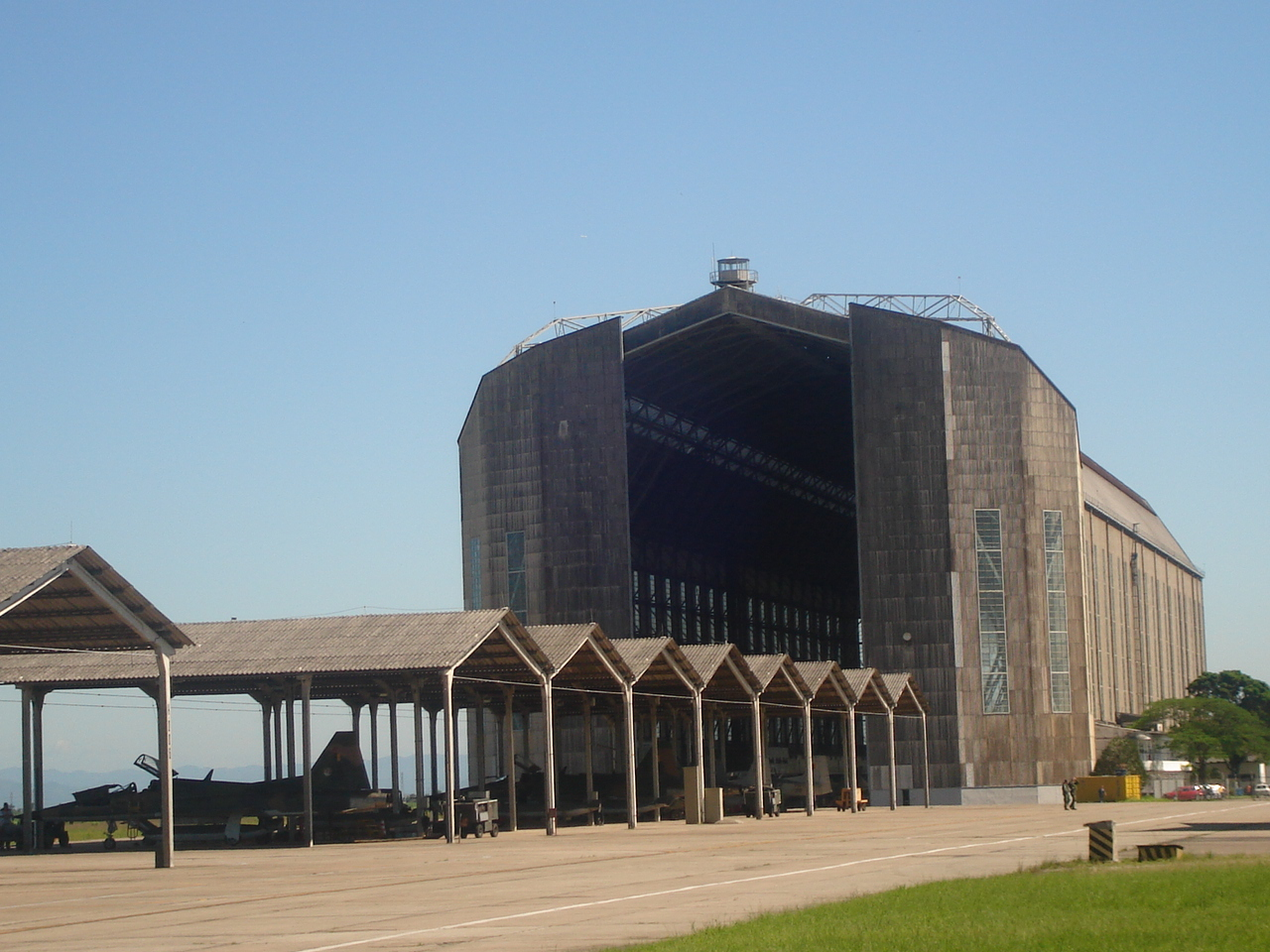
Hangar de Zeppelins sur la base aérienne.
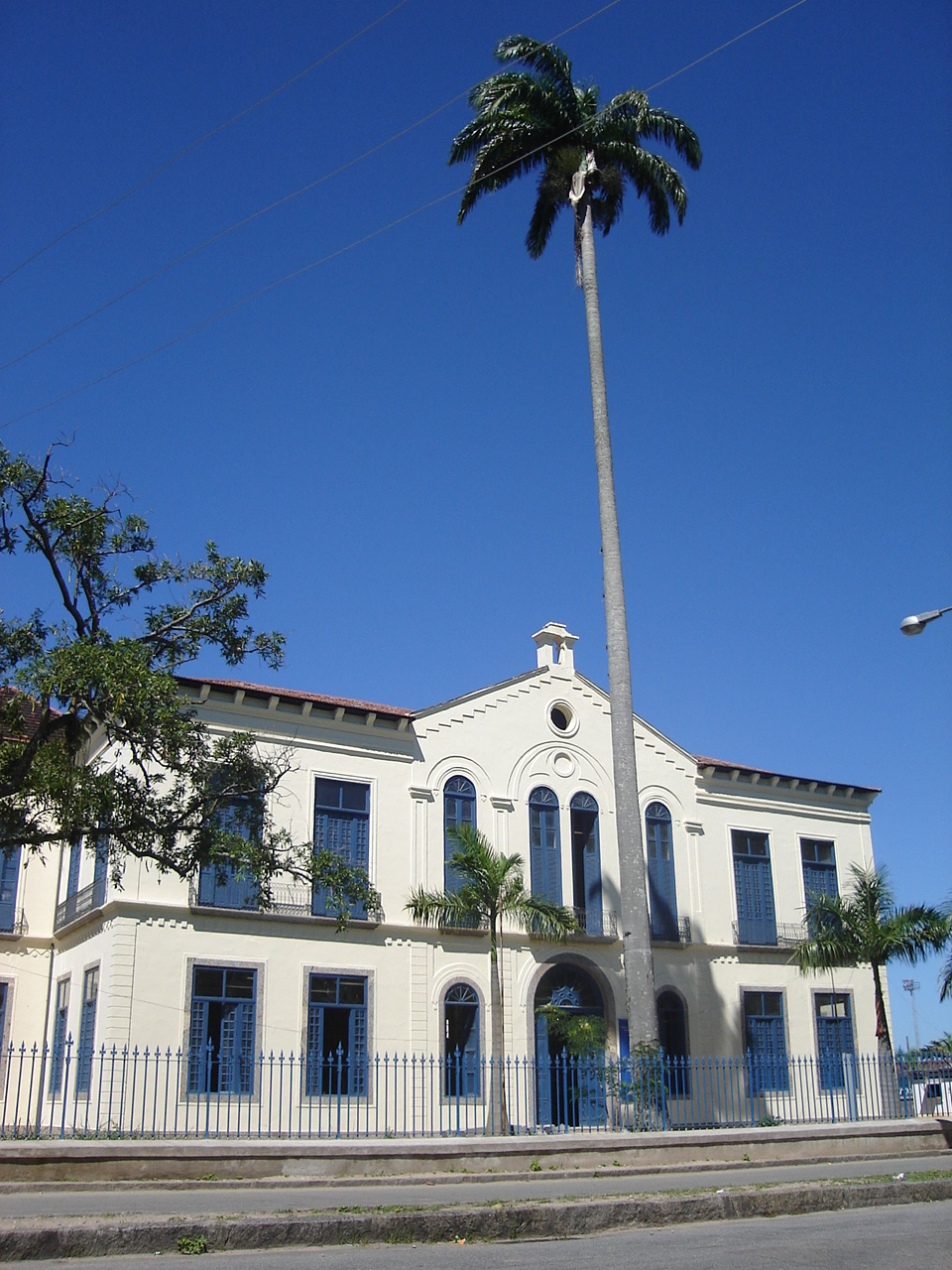
Isabel Princess Palace
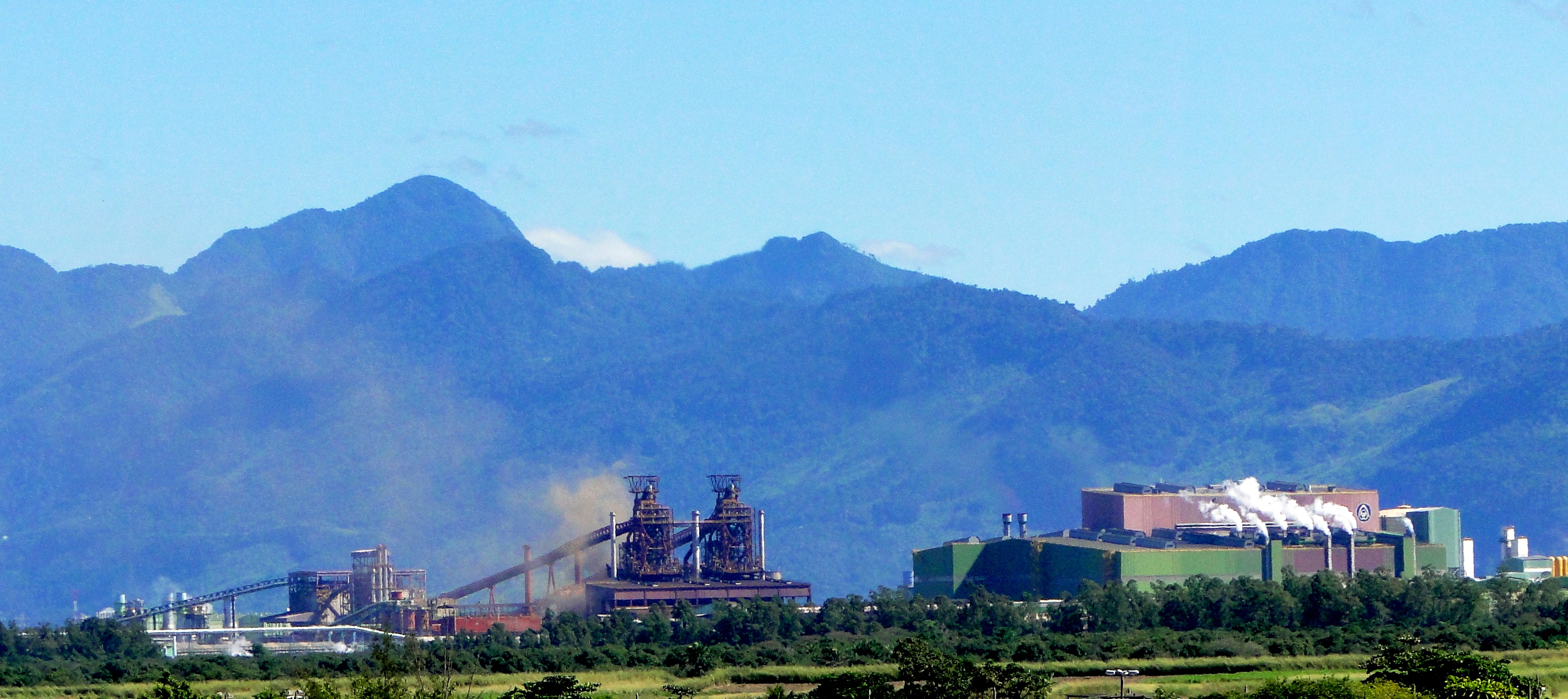
Usine sidérurgique de Rio de Janeiro
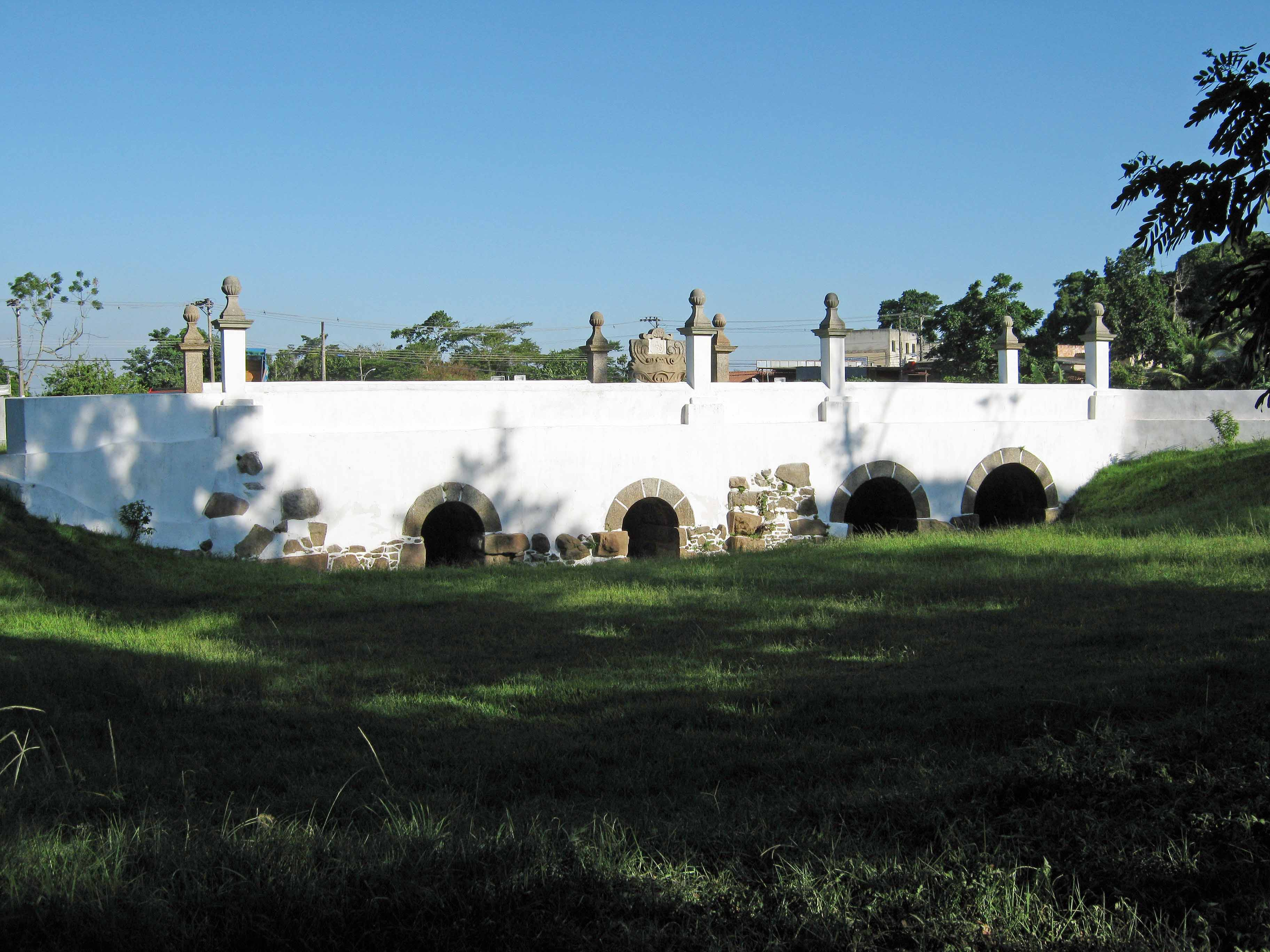
Le pont des Jésuites.